# فريدريك بوش (كاتب)
فريدريك بوش (بالإنجليزية: Frederick Busch)‏‏ (1 أغسطس 1941 في بروكلين - 23 فبراير 2006 في مانهاتن) روائي، وكاتب، وأستاذ جامعي من الولايات المتحدة.

## الجوائز
- زمالة غوغنهايم
- جائزة بن/مالامود